# (19617) Duhamel
(19617) Duhamel ist ein Asteroid des äußeren Hauptgürtels, der am 8. August 1999 vom italo-amerikanischen Astronomen Paul G. Comba am Prescott-Observatorium (IAU-Code 684) in Arizona entdeckt wurde.
Der Asteroid wurde am 9. März 2001 nach dem französischen Mathematiker und Physiker Jean Marie Constant Duhamel (1797–1872) benannt, der insbesondere Arbeiten zur Wärmelehre und der analytischen Mechanik veröffentlichte. Das Duhamel-Prinzip in der Wärmelehre geht auf ihn zurück.